# أوريل رادوليسكو
أوريل رادوليسكو (بالرومانية: Aurel Rădulescu)‏ هو لاعب كرة قدم روماني، ولد في 13 أغسطس 1953 في أدامكليسي في رومانيا، وتوفي في 7 أبريل 1979 في هانوفر في ألمانيا. شارك مع منتخب رومانيا لكرة القدم. أما مع النوادي، فقد لعب مع ستيودينتيسك بوخارست وفارول كونستانتسا.

## وصلات خارجية
- أوريل رادوليسكو على موقع قاعدة بيانات كرة القدم.إي يو (الإنجليزية)
- أوريل رادوليسكو على موقع ناشيونال فوتبول تيمز (الإنجليزية)
- أوريل رادوليسكو على موقع عالم كرة القدم.نت (الإنجليزية)